# FC Mulhouse
FC Mulhouse is een Franse voetbalclub uit de stad Mulhouse, de hoofdstad van het departement Haut-Rhin in de Elzas. De clubkleuren zijn blauw en wit.
In 1893 werd de club gesticht als Fußball-Club Mülhausen, toen nog op Duitse grondgebied. De club behield de naam tot 1918 toen de Elzas Frans grondgebied werd, tijdens de Tweede Wereldoorlog werd het grondgebied heroverd en nam de club gedurende 5 jaar weer zijn Duitse naam aan.
Vanaf 1906 speelde de club in het Radstadion, na de Eerste Wereldoorlog verhuisde de club naar het Stade de Bourtzwiller en tegenwoordig speelt de club in het Stade de l'Ill dat 10 295 plaatsen biedt.

## Geschiedenis

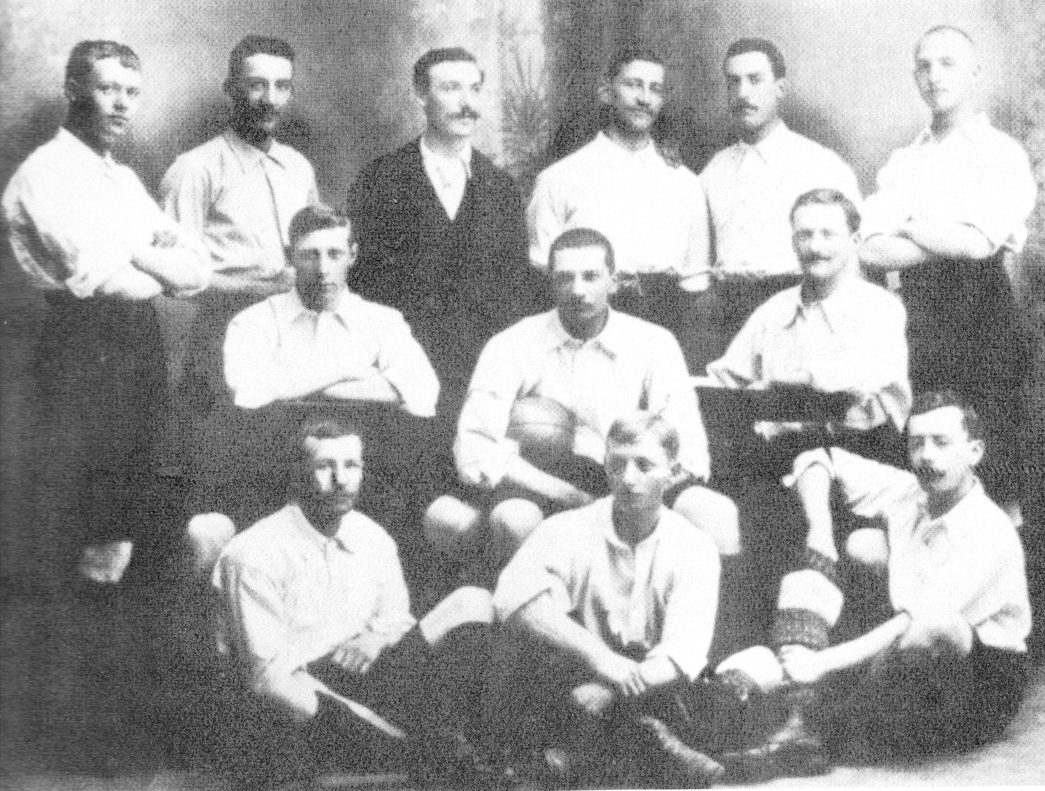
Team van 1894

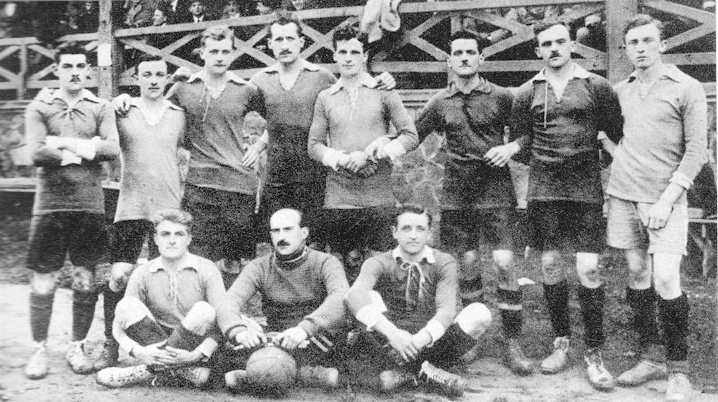
Team van 1919

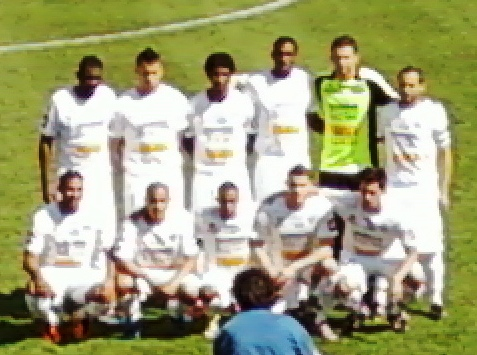
Team van 2011

In 1904 sloot Young Boys Mülhausen zich bij de club aan en de club sloot zich bij de Duitse voetbalbond aan. De club had echter zware concurrentie van ploegen als Straßburger FV, Freiburger FC, Phönix Karlsruhe en Karlsruher FV.
De club speelde enkele vriendschappelijke wedstrijden tegen Franse clubs als CA Paris en Olympique Lille in 1914.
Na de oorlog sloot de Mulhouse zich bij de Franse voetbalbond aan, tussen 1921 en 1932 werd de club 6 keer kampioen van de Elzas. Ook in 1932 won de club de Coupe Sochaux. Bij de oprichting van de huidige Franse competitie startte de club in eerste maar degradeerde onmiddellijk. Na één jaar afwezigheid keerde de club al terug en haalde in 1935 zijn beste resultaat met een 6de plaats. In 1937 degradeerde de club opnieuw.
Tijdens WOII werd de club opnieuw in Duitsland ingelijfd en moest het zijn profstatus laten vallen, want profvoetbal was verboden in Duitsland. De club werd 3 keer kampioen van de Gauliga Elsass (1941, 1943, 1944).
Na de oorlog kon de club zijn vorige niveau niet meer halen, in de jaren 70 speelde de club een tijd in de 2de klasse en in 1982 werd opnieuw promotie naar de hoogste klasse afgedwongen. Na één jaar degradeerde de club opnieuw. Nog één keer kon de club terugkeren (1989-90). In 2017 degradeerde de club naar de Championnat National 3 en kon na twee seizoenen terugkeren. In 2020 volgde een nieuwe degradatie. In 2022 kon de club sportief het behoud verzekeren, maar door financiële problemen degradeerde de club verder naar de regionale reeksen. 

## Bekende (ex-)spelers
- Raymond Domenech
- John Eriksen
- Jean-Marc Guillou
- Manfred Kaltz
- Kees Kist
- Edi Krnčević
- Lucien Laurent
- Dominique Lemoine
- Abédi Pelé
- Didier Six
- Arsène Wenger

## Trainer-coaches
- Ferdinand Swatosch (1932–1933)
- Ferenc Plattkó (1933)
- Rudolf Hanak (1933–1934)
- Franz Weselik (1934–1935)
- Fritz Kerr (1935–1936)
- Emile Grienenberger (1939–1945)
- Joseph Remay (1945–1946)
- Lucien Perpère (1945–1946)
- Aimé Nuic (1951–1952)
- Mohammed Azzouz (1952–1954)
- Pierre Ranzoni (1954–1955)
- Georges Boulogne (1955)
- Bertus de Harder (1962–1964)

- Lucien Mille (1964–1965)
- Marian Borkowski (1966–1967)
- Léon Deladerrière (1967–1973)
- Pierre Alonso (1973–1974)
- Marcel Schloetter (1974–1976)
- Roland Merschel (1976–1980)
- Eugène Battmann (1980–1981)
- Jean-Marc Guillou (1981–1982)
- Eugène Battmann (1982–1983)
- Gérard Banide (1983–1984)
- Raymond Domenech (1984–1988)
- Didier Notheaux (1988–1990)
- Robert Dewilder (1990–1992)

- Bernard Genghini (1992–1995)
- Christian Sarramagna (1995–1996)
- Gilles Bourges (1996–1998)
- Lamine N'Diaye (1998)
- Eugène Battmann (1998–1999)
- Bruno Scipion (1999–2001)
- Damien Ott (2001–2002)
- Jacky Lemée (2002–2003)
- Jean-Paul Pfertzel (2003)
- Maurice Danelon (2003–2004)
- Damien Ott (2004–2008)
- Albert Falette (2008–2010)
- Laurent Croci (2010–)